# غيورغ (مرغريف براندنبورغ-آنسباخ)
غيورغ مرغريف براندنبورغ-أنسباخ (4 مارس 1484 – 27 ديسمبر 1543)؛ مرغريف براندنبورغ-أنسباخ، والمعروف بـ غيورغ التقي، وهو فرد من أسرة آل هوهنتسولرن.
وُلد المرغريف في أنسباخ باعتباره الابن الثاني لوالديه المرغريف فريدرش الأكبر وصوفيا البولندية، وكان مرتبطًا بالبلاط الملكية في بودا، دخل خدمة خاله أولازلو الثاني ملك المجر وبوهيميا وعاش في بلاطه منذ عام 1506، حيث اعتبره كابنه وكلفه بحكم دوقية أوبولن عام 1515، وفي 1516 عضوًا في المجلس الوصاية ومعلمًا لخليفته لايوش الثاني، وفي عام 1521 أبرم اتفاقًا مع بيتر كيغليفيتش أدى إلى انسحابه من المجر وكرواتيا وقد قبل لايوش الثاني الاتفاق في عام 1526، بينما قبله الإمبراطور فرديناند الأول عام 1559.
في بلاط المجري كان هناك مشحنات بين الحزب المجري بقيادة أسرة زابوليا والحزب الألماني بقيادته، وسع نفوذه بالحصول على دوقيات راتيبور وأوبولن وأراضٍ أخرى مثل أودربرغ وبيوثن وتارنوفيتسه كرهنٍ بسبب ديون ملك بوهيميا، بعد ضمه دوقية ياغيرندورف أصبح يمتلك كامل سيليزيا العليا، استغل هذه الأراضي لإدخال الإصلاح البروتستانتي مبكرًا وحتى قبل شقيقه ألبرشت الكبير، تأثر بالقضية الإنجيلية ومارتن لوثر، وبمواقفه في مجمع فورمس 1521، وعمّق إيمانه بدراسة ترجمة لوثر للعهد الجديد عام 1522، وتواصل معه شخصيًا في 1524. دعمته ماريا الهابسبورغية أخت الإمبراطورين كارل الخامس وفرديناند الأول في جهوده الإصلاحية ببلاط لايوش الثاني، كانت ميالة إلى العقيدة الجديدة، وبصفته مستشارة الملك الشاب وزوجته، وبذل جهودًا لتأمين مبشرين في المجر وسيليزيا وفرانكونيا، وحاول إدخال نظام الكنيسة في براندنبورغ-نورمبرغ إلى فرانكونيا موطنه الأصلي.
ما براندنبورغ-أنسباخ في فرانكونيا واجه مقاومة من شقيقه كازيمير المتحالف مع الكنيسة القديمة رغم ميل الشعب للإصلاح، اضطر للسماح بالوعظ وفق تعاليم مارتن لوثر مع الحفاظ على الطقوس القديمة، وأخيراً بعد وفاة شقيقه نفّذ الإصلاح بفعالية بدعم من مستشارين وبقرارات عام 1528، واصل مراسلاته مع لوثر وفيليب ملانكتون بخصوص مناقشة مسائل مثل تحويل الأديرة إلى مراكز تبشير واستخدام الممتلكات الرهبانية لأغراض تبشيرية، وتأسيس مدارس لتعليم الشباب، لقد نهبت الكنائس والأديرة من الذهب والفضة استعمل بعض هذه الأموال لسداد ديون شقيقه، وأمّن لابنه من موارد كنسية، وأسس نظام كنسي في براندنبورغ-نورمبرغ عام 1533، وطبّقه في نورمبرغ وأراضيه في سيليزيا العليا.
امتد تأثيره إلى الإصلاح الألماني عمومًا، في 1529 اجتمع مع الناخب يوهان فريدرش الساكسوني في شلايتس واتفقا على صياغة مقالات الإيمانية التي كتبها لوثر، عرفت بـ مقالات شفاباخ واعتمدت على مؤتمر ماربورغ، لم يدعم المقاومة المسلحة ضد قريبه الإمبراطور حتى ولو كان دفاعًا عن النفس، ولكنه عارض الإمبراطور في مجمع أوغسبورغ (1530) الذي طالب بحظر التبشير الإنجيلي، رفض عروضًا من الملك فرديناند لدعم الإمبراطور مقابل أراضٍ في سيليزيا، كان من أبرز المدافعين عن الإصلاح بجانب الناخب يوهان فريدرش، بعد وفاة ابن عمه يواكيم الأول ناخب براندنبورغ الكاثوليكي المتشدد، ساعد أبناءه في إدخال الإصلاح في انتخابية براندنبورغ، شارك في مؤتمر ريغنسبورغ الديني (1541) حيث سعى يواكيم الثاني ناخب براندنبورغ لتجاوز الإنقسامات بمساعدة لوثر، كان هذا آخر مؤتمر ديني يشارك فيها.

## الزواج والذرية
غيورغ تزوّج ثلاث مرات:
- تزوج في 21 يناير 1509 في جيولا بالمجر من بياتريس دي فرانجيبان (1480 – نحو 1510)؛ هي أرملة يانوش ابن غير شرعي للملك ماتياس كورفينوس، ولم يُرزقا بأبناء.

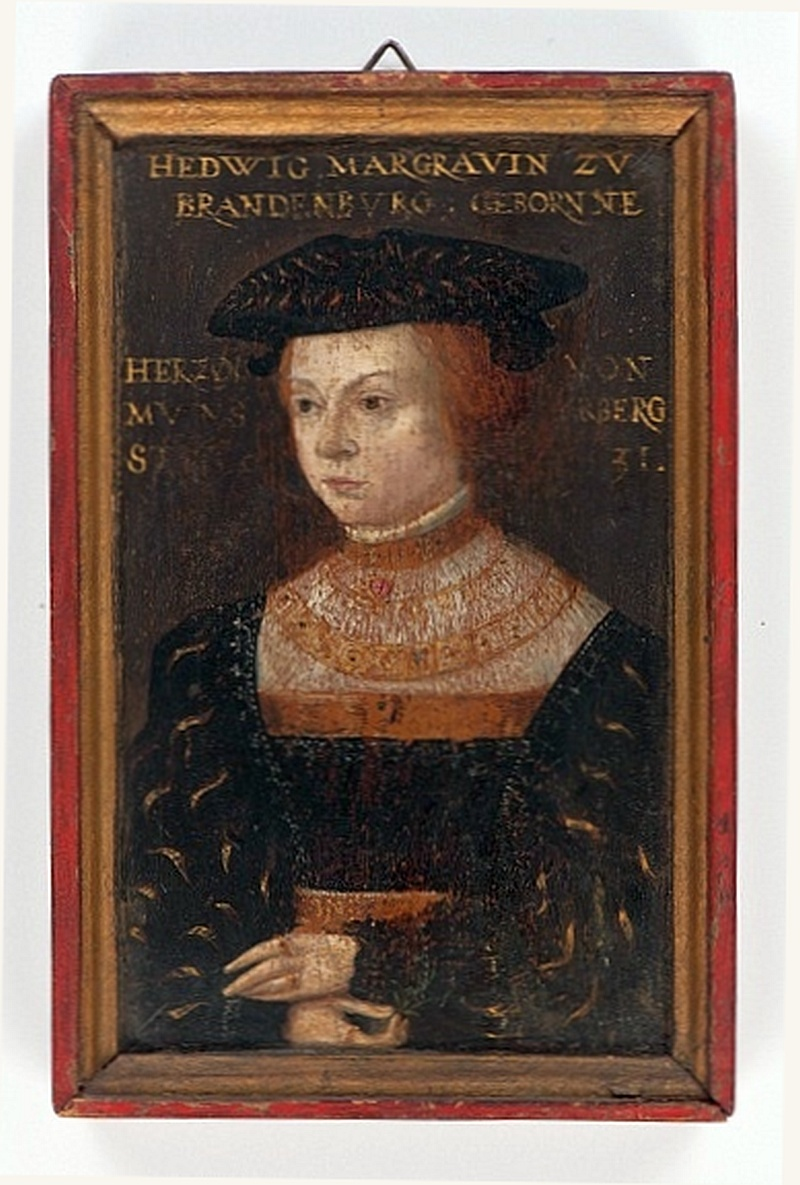
زوجته الثاني هيدفيغ من مونستربرغ-أويلز.

- زيجته الثانية في 9 يناير 1525 من هيدفيغ من مونستربرغ-أويلز (10 أو 12 يونيو 1508– 28 نوفمبر1531)؛ ابنة كارولي الأول دوق مونستربرغ-أويلز حفيد جيري بوديبراد ملك بوهيميا وأنجبت له ابنتين:
  1. آنا ماريا (28 ديسمبر 1526 – 20 مايو 1589)؛ تزوجت كريستوف دوق فورتمبيرغ، لهما ذرية.
  2. سابينا (12 مايو 1529 – 2 نوفمبر 1575)؛ تزوجت يوهان غيورغ ناخب براندنبورغ، لهما ذرية.

- زوجته الثالثة كانت إميلي الساكسونية (27 يوليو 1516 – 9 مارس 1591)؛ ابنة هاينريش الرابع، دوق ساكسونيا، وتزوجها في 25 أغسطس 1533:
  1. صوفي (23 مارس 1535 – 12 فبراير 1587)؛ تزوجت من هاينريش دوق ليغنيتسا الحادي عشر، لهما ذرية.
  2. باربارا (17 يونيو 1536 – يونيو 1591).
  3. دوروثي كاثرين (1538–1604)؛ تزوجت من هاينريش الخامس البلاوني بورغريف مايسن، لهما أبناء توفوا صغار.
  4. غيورغ فريدرش مرغريف براندنبورغ-أنسباخ (1539–1603)؛ خليفته، ووصيًا على دوقية بروسيا، تزوج مرتين وليس لديه أبناء.